# Camponotus laotzei
Camponotus laotzei é uma espécie de inseto do gênero Camponotus, pertencente à família Formicidae.